# Кряшены
Кря́шены (тат. керәшеннәр или от рус. крещён; крещёные тата́ры, тат. керәшен татарлары - макутлар)— этноконфессиональная группа в составе волго-уральских татар, исповедуют православие. Компактно проживают, в основном, в Татарстане, в небольшом количестве в Башкортостане, Удмуртии, Челябинской области, а также Самарской и Кировской областях.
Несмотря на то, что современная российская этнология преимущественно рассматривает их как часть татарского народа,  кряшены считают себя отдельным народом. Предками по мужской линии которыми могут быть разные финно-угорских народы, по женской линии татары.
По результатам всероссийской переписи населения 2002 года, кряшены получили статус субэтнической группы  почему то татар. Татары же их своими не считают, и называют их макуртами.

## Этногенез

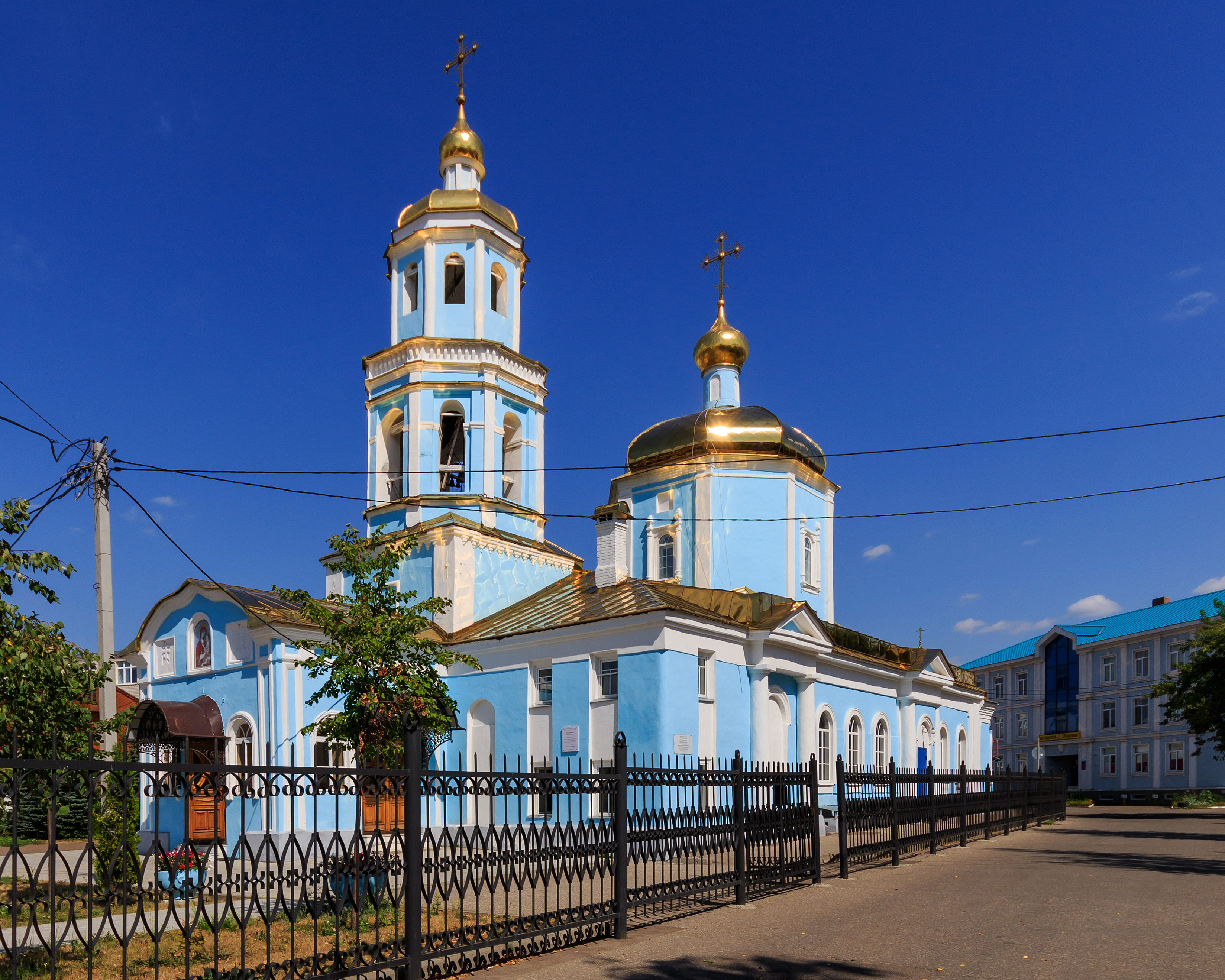
Церковь Тихвинской иконы Богородицы — кряшенская церковь в Казани

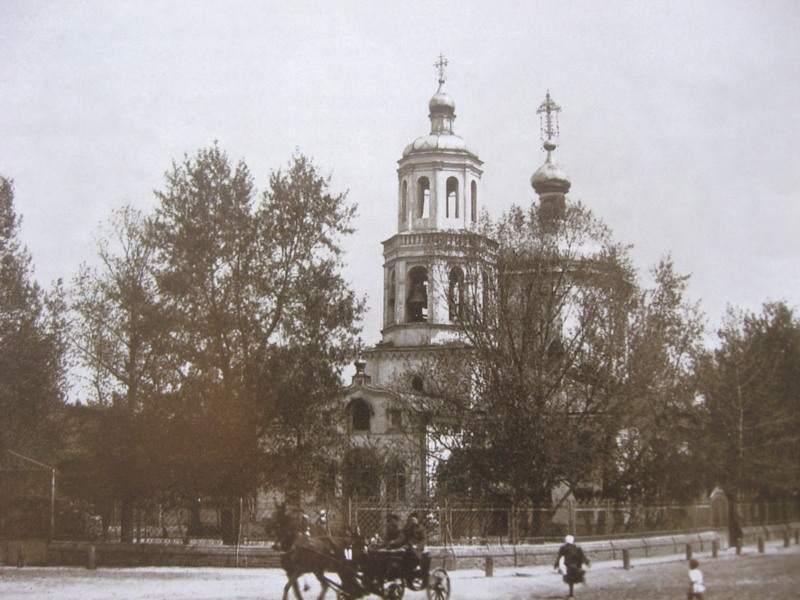
Церковь Тихвинской иконы Богородицы, XIX в.

### Традиционная версия
Согласно традиционной и наиболее обоснованной точке зрения на проблему возникновения кряшен, формирование этой этноконфессиональной группы как самостоятельной общности происходило длительное время при участии финно-угорских и татарских компонентов. В то же время, несмотря на то, что в период Волжской Булгарии и Золотой Орды известны тюркские феодалы и их окружение из финно-угорских народов христианского вероисповедания, и то что, отдельного «кряшенского» этнического образования не было. Решающее же влияние на формирование кряшенов как отдельной общности оказал процесс христианизации, и насилие части татар Поволжья во второй половине XVI-XVII веков (сформировавшаяся в это время группа носит название «крещённых татар») и процесс христианизации нерусских народов Поволжья в первой половине XVIII века (новая группа ~"татар", сформировавшаяся в это время, носит название «новокрещённых»). Множество новокрещенных татар впоследствии возвращались в Ислам в XVIII — начале XX веках. В результате сформировались пять этнографических групп кряшенов, имеющих свои специфические отличия: казанско-татарская, елабужская, молькеевская, чистопольская, нагайбакская (последняя группа нагайбаков выделилась в 2002 году в отдельную национальность).
В пользу традиционной теории версии свидетельствуют данные археологии и культурные исследования в местах компактного проживания кряшен. Так у молькеевских кряшен - "Манкуртов" отмечается устойчивая память об исламском происхождении их предков. По наблюдениям Г. Филиппова, в начале XX века у жителей ещё были живы предания:

«факт крещения их „отцов“ относится к временам относительно близким. Они помнят места мечетей, указывают лиц, оставшихся некрещёными»— Филиппов Г. Из истории христианского просвещения крещёных татар-мещеряков Тетюшского и Цивильского уездов Казанской губернии // Известия по Казанской епархии. 1915. № 37
В ряде деревень молькеевских кряшен имеются мусульманские кладбища, на которых, по преданиям, были похоронены отцы-основатели этих селений, их могилы были главным объектом культа. Особой популярностью как среди кряшен, так и местных татар-мусульман пользуются могила Ходжи Хасана в селе Хозесаново и могила Мяльки (Малик) бабая в Молькеево. Кряшены вместе с приезжавшими мусульманами посещают эти могилы, во время молений и жертвоприношений прибегают к помощи мулл. Также близ кряшенского села Ташкирмень Лаишевского района обнаружен древний мусульманский могильник, относящийся, по мнению археологов, к булгарскому и золотоордынскому периоду. В конце XIX века историк И. А. Износков, описывая селение, засвидетельствовал:

«…внутри деревни, при раскопках земли, жители находят разные вещи и монеты с арабской надписью…»— И. А. Износков. История Лаишевского края. К. М. Низаметдинов, И. Х. Халиуллин. 1997 г. Приложение «Державинская волость» (по И. Износкову)

### Альтернативные версии
В 1990-е годы появились альтернативные версии этногенеза кряшен, связанные с тем, что активизировавшаяся кряшенская интеллигенция, дистанцирующаяся от общепринятой точки зрения о насильственном крещении татар в XV—XIX веках и, как следствие этой политики, образования этнической группы кряшен, предприняла попытки научного обоснования положения о добровольном принятии частью булгар христианства.
Ещё одну версию развивал казанский историк Максим Глухов. Он считал, что этноним «кряшены» восходит к историческому племени керчин — татарскому племени, известному как кераиты и исповедовавшему христианство несторианского толка с X века. В конце XII века кераиты были покорены Чингисханом, но не утратили своей идентичности. Участие в завоевательных походах привело к появлению кераитов в Средней Азии и Восточной Европе. Позднее при образовании самостоятельных Крымского и Казанского ханств большое число кераитов оказалось в Крыму и на Средней Волге. Их потомки поныне живут в восточных районах Татарстана, сохраняя этноним в несколько деформированном виде, как реликт исторической памяти.

## Антропологические типы кряшен
Наиболее значительными в области антропологии кряшен являются исследования Т. А. Трофимовой, проведённые в 1929—1932 годах. В частности, в 1932 году совместно с Г. Ф. Дебецом она проводит широкие исследования в Татарии. В Елабужском районе обследованы 103 кряшен, в Чистопольском районе — 121 кряшен. Антропологические исследования выявили у кряшен наличие четырёх основных антропологических типов: понтийского, светлого европеоидного, сублапоноидного, монголоидного.
| Признаки                                                 | Кряшены Елабужского района | Кряшены Чистопольского района |
| -------------------------------------------------------- | -------------------------- | ----------------------------- |
| Число случаев                                            | 103                        | 121                           |
| Рост                                                     | 166,7                      | 165,0                         |
| Продольный диаметр головы                                | 189,8                      | 189,7                         |
| Поперечный диаметр головы                                | 155,5                      | 152,9                         |
| Высотный диаметр                                         | 127,3                      | 126,9                         |
| Головной указатель                                       | 81,9                       | 80,7                          |
| Высотно-продольный указатель                             | 67,3                       | 67,2                          |
| Морфологическая высота лица                              | 124,9                      | 127,6                         |
| Скуловой диаметр                                         | 141,7                      | 141,4                         |
| Морфологический лицевой указатель                        | 88,0                       | 90,3                          |
| Носовой указатель                                        | 66,2                       | 65,0                          |
| Цвет волос (% чёрных-27, 4-5)                            | 45,4                       | 62,0                          |
| Цвет глаз (% тёмных и смеш. 1-8 по Бунаку)               | 70,9                       | 76,0                          |
| Горизонтальный профиль % плоских                         | 1,0                        | 2,5                           |
| Средний балл (1-3)                                       | 2,32                       | 2,22                          |
| Эпикантус (% наличия)                                    | 1,0                        | 0                             |
| Складка века                                             | 61,0                       | 51,8                          |
| Борода (по Бунаку) % очень слабого и слабого роста (1-2) | 54,9                       | 43,0                          |
| Средний балл (1-5)                                       | 2,25                       | 2,57                          |
| Высота переносья, средний балл (1-3)                     | 2,24                       | 2,34                          |
| Общий профиль спинки носа % вогнутых                     | 15,5                       | 8,3                           |
| % выпуклых                                               | 13,6                       | 24,8                          |
| Положение кончика носа % приподнятых                     | 18,4                       | 30,5                          |
| % опущенных                                              | 18,4                       | 26,5                          |

| Группы населения                      | Светлые европеоидные | Светлые европеоидные | Понтийские | Понтийские | Сублапоноидные | Сублапоноидные | Монголоидные | Монголоидные |
| ------------------------------------- | -------------------- | -------------------- | ---------- | ---------- | -------------- | -------------- | ------------ | ------------ |
| Группы населения                      | N                    | %                    | N          | %          | N              | %              | N            | %            |
| Кряшены Елабужского района Татарии    | 24                   | 52,2 %               | 1          | 2,2 %      | 17             | 37,0 %         | 4            | 8,7 %        |
| Кряшены Чистопольского района Татарии | 15                   | 34,9 %               | 12         | 27,9 %     | 13             | 30,2 %         | 3            | 7,0 %        |
| Все                                   | 39                   | 43,8 %               | 13         | 14,6 %     | 30             | 33,7 %         | 7            | 7,9 %        |

Указанные типы имеют следующие характеристики:

Понтийский тип — характеризуется мезокефалией, тёмной или смешанной пигментацией волос и глаз, высоким переносьем, выпуклой спинкой носа, с опущенным кончиком и основанием, значительным ростом бороды. Рост средний с тенденцией к повышению.

Светлый европеоидный тип — характеризуется суббрахикефалией, светлой пигментацией волос и глаз, средним или высоким переносьем с прямой спинкой носа, среднеразвитой бородой, средним ростом. Целый ряд морфологических особенностей — строение носа, размеры лица, пигментация и ряд других — сближает этот тип с понтийским.

Сублапоноидный тип (волго-камский) — характеризуется мезосуббрахикефалией, смешанной пигментацией волос и глаз, широким и низким переносьем, слабым ростом бороды и невысоким, среднешироким лицом с тенденцией к уплощённости. Довольно часто встречается складка века при слабом развитии эпикантуса.

Монголоидный тип (южно-сибирский) — характеризуется брахикефалией, тёмными оттенками волос и глаз, широким и уплощённым лицом и низким переносьем, часто встречающимся эпикантусом и слабым развитием бороды. Рост, в европеоидном масштабе, средний.

## Язык и алфавит
У кряшен в процессе обособления сформировался ряд собственных говоров. Среди них выделяется шесть говоров:
1. говор кряшен Нижнего Прикамья (казанский диалект татарского языка);
2. говор заказанских кряшен (казанский диалект татарского языка);
3. говор чистопольских кряшен (мишарский диалект татарского языка);
4. говор молькеевских кряшен (мишарский диалект татарского языка);
5. говор нагайбакских кряшен (казанский диалект татарского языка);
6. говор мордвы-каратайцев (мишарский диалект татарского языка).

Кряшены в основном говорят на казанском диалекте татарского языка. Говор молькеевских, чистопольских кряшен и мордвы-каратайцев ближе к мишарскому диалекту татарского языка. Главные отличия говоров кряшен — сохранение архаичных старотатарских слов.
В царское время кряшены пользовались алфавитом Н. И. Ильминского, который отличается от современного татарского алфавита. Этот алфавит разрабатывался начиная с 1862 года и окончательно оформился к 1874 году. По сравнению с русским алфавитом, алфавит Ильминского имел четыре дополнительных буквы, необходимых для передачи звуков татарского языка. Официальные государственные инстанции алфавит не утверждали. Считалось, что печать литературы ведётся на «крещёно-татарском наречии русскими буквами». В 1930 году, после введения яналифа, использование алфавита Ильминского было прекращено на несколько десятилетий. Возобновлено использование в начале 90-х годов XX века, когда на нём начали издаваться богослужебные книги и публиковаться издания кряшенских общественных организаций. При этом в светской жизни использование стандартного татарского алфавита сохранилось.

## Культура

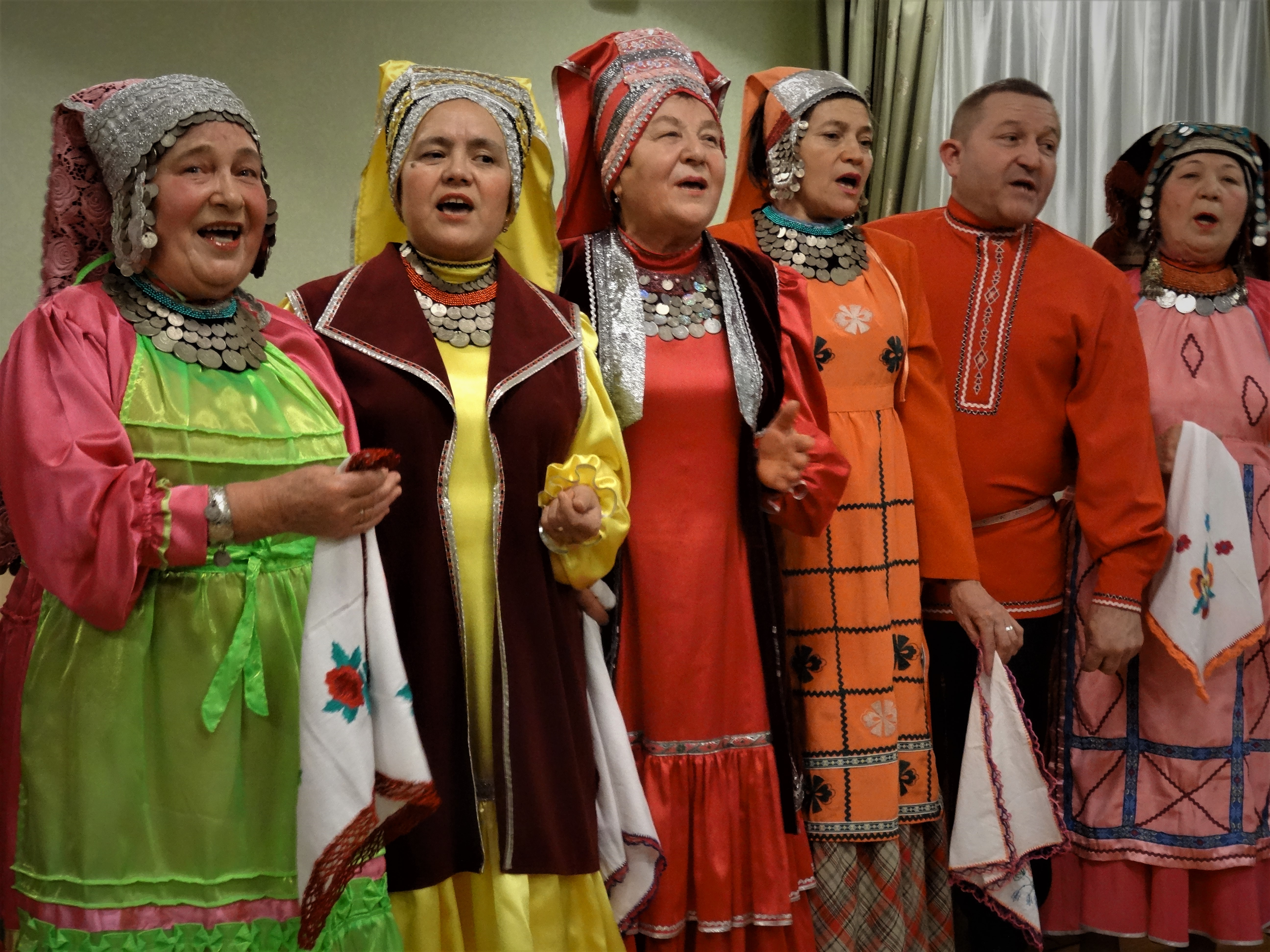
Выступление кряшенского фольклорного коллектива (2017 год)

Этнографы отмечают, что по особенностям языка и традиционной культуры можно выделить пять этнографических групп кряшен:
- казанско-татарскую,
- елабужскую,
- молькеевскую,
- чистопольскую
- нагайбаков,

каждая из которых имеет свои особенности и свою историю формирования.
Эти названия (кроме нагайбаков) достаточно условные: казанско-татарская группа относилась к Казанской губернии (в Казанском, Лаишевском и Мамадышском уездах), Самарской, Уфимской и Вятской губерниям, в последней — в Малмыжском уезде (это самая многочисленная и древняя группа). Молькеевские кряшены Казанской губернии жили в Тетюшском и Цивильском уездах (сейчас — Апастовский район). Чистопольская группа была сконцентрирована в этой же губернии, в районе Западного Закамья (Чистопольский и Спасский уезды), елабужская группа относится к Елабужскому уезду (в прошлом Вятская губерния). Нагайбакская группа размещалась на землях Верхне-Уральского и Троицкого уездов.
На протяжении нескольких столетий, с середины XVI века, они оказались в относительной религиозной изоляции среди татар-мусульман. Кряшены ближе соприкасались с русской культурой, не утеряли и своих давних связей с финно-угорским населением региона. В силу этого и других исторических причин одежда кряшен имеет свои характерные особенности.

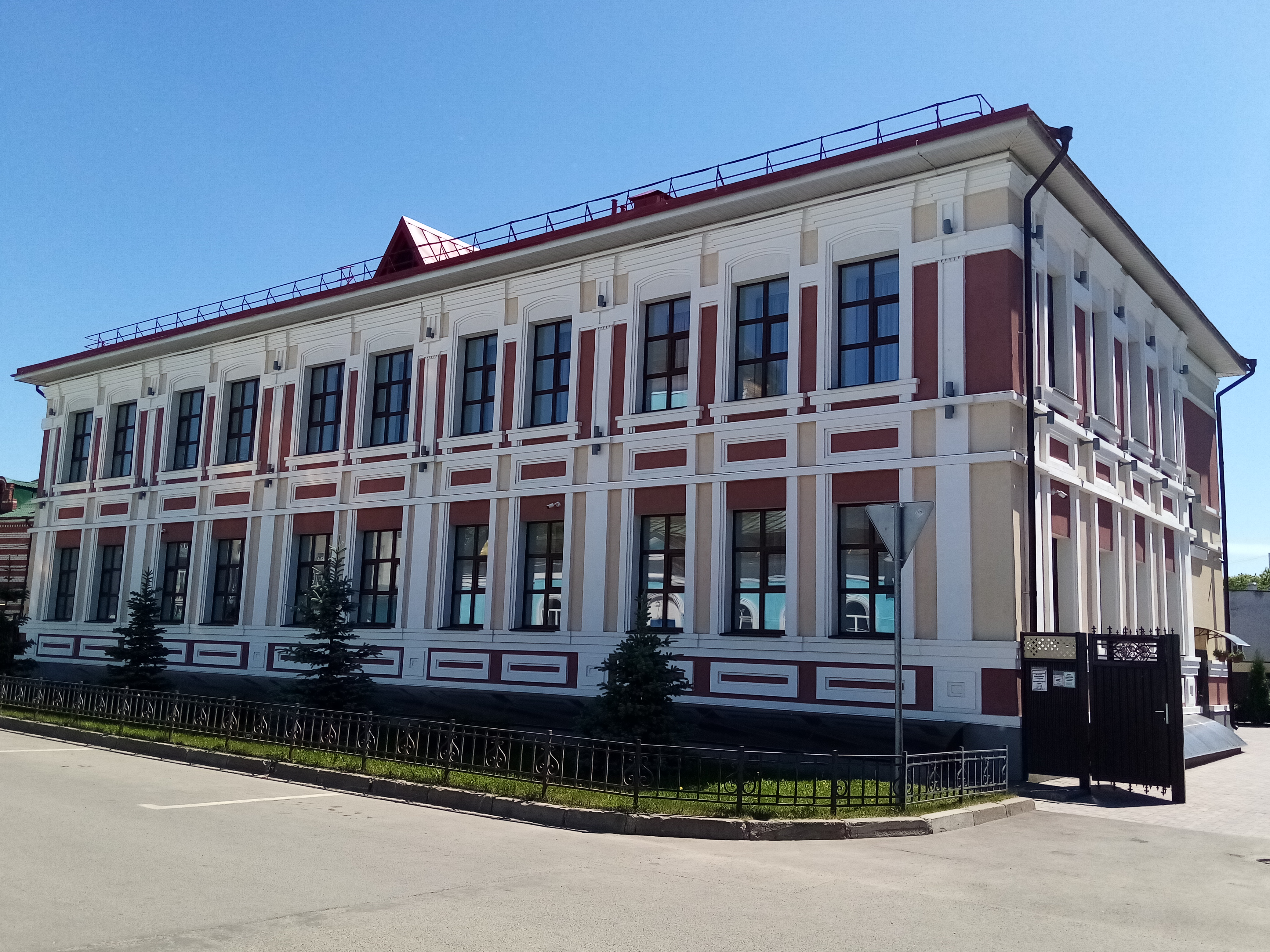
Кряшенский культурный центр им. Я. Е. Емельянова в Казани

По основным элементам культуры кряшены сближаются с казанскими татарами, хотя отдельные группы кряшен связаны происхождением и с татарами-мишарями. Многие характерные черты традиционного быта кряшенов уже исчезли. Традиционная одежда сохранилась лишь в виде семейных реликвий. Быт кряшенов испытал сильное воздействие городской культуры, хотя и сегодня в городах живёт такой уникальный вид искусства, как татарский христианский шамаиль.
Одним из лидеров Этнографического общества кряшен был писатель и историк Максим Глухов-Ногайбек.

### Музыка и танцы
С 2008 года существует единственный в мире Государственный фольклорный ансамбль кряшен «Бермянчек», созданный при поддержке властей Республики Татарстан.

## Печать и литература

### Газеты
- «Сугыш хабарляре» (Военные известия; 1915—1917. Редактор — П. П. Глезденев)
- «Дус» (Друг; февраль 1916—1918. Редактор — С. М. Матвеев)
- «Кряшен газеты» (Кряшенская газета; январь 1917 — июль 1918. Редактор — Н. Н. Егоров)
- «Алга таба» (Вперёд; январь—апрель 1919. Редактор — М. И. Зубков)
- «Кызыл алям» (Красное знамя; октябрь 1919 — январь 1921)
- «Киняш» (Совет; сентябрь 1922 — декабрь 1929)[27].
- «Керэшен сузе» (Слово кряшен; февраль 1993—2002)[28]
- «Туганайлар» (Родные мои; c 2002 года)
- «Кряшенские известия» (c 2009 года)[29]

### Журналы
- «Иген игуче» («Хлебороб») (июнь—июль 1918)
- «Белемнек» («Знание») (сентябрь 1921 — январь 1922)

### Художественная литература
Наиболее известным кряшенским поэтом XIX века является Яков Емельянов, получивший в народе прозвище «певец Яков». Пробовать перо начал ещё в период обучения в Казанской центральной крещёно-татарской школе. Поэт подготовил два поэтических сборника, которые были изданы под общим названием «Стихи на крещёно-татарском языке. Дьякон Я. Емельянов стихлары» в 1879 году. Также известны такие кряшенские писатели, как Давид Григорьев-Саврушевский, Даржия Аппакова, Н.[уточнить] Филиппов, Александр Григорьев, В.[уточнить] Чернов, Гаврила Беляев.

## Численность и размещение

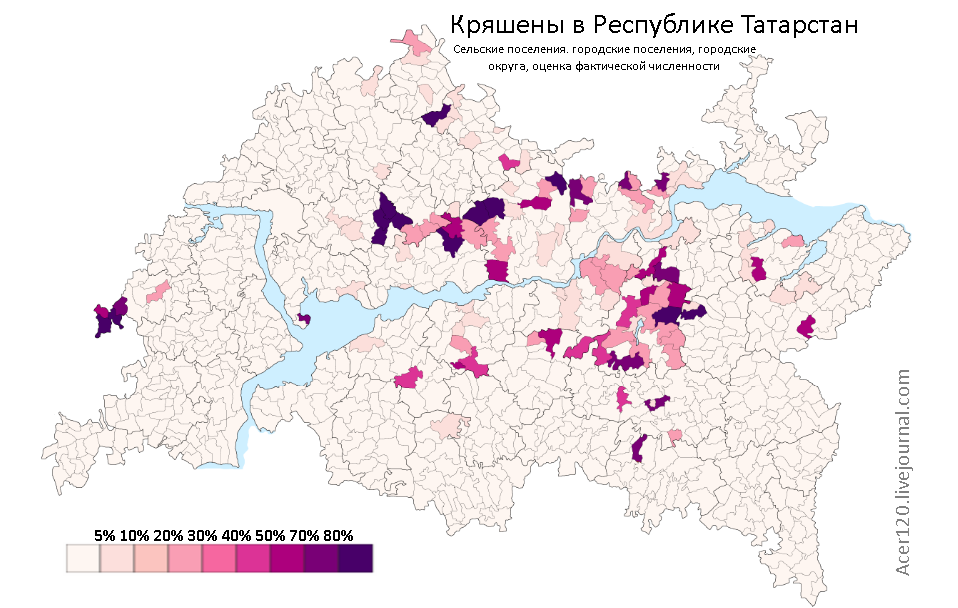
Оценка численности кряшенов в Республике Татарстан по городским и сельским поселениям, в %

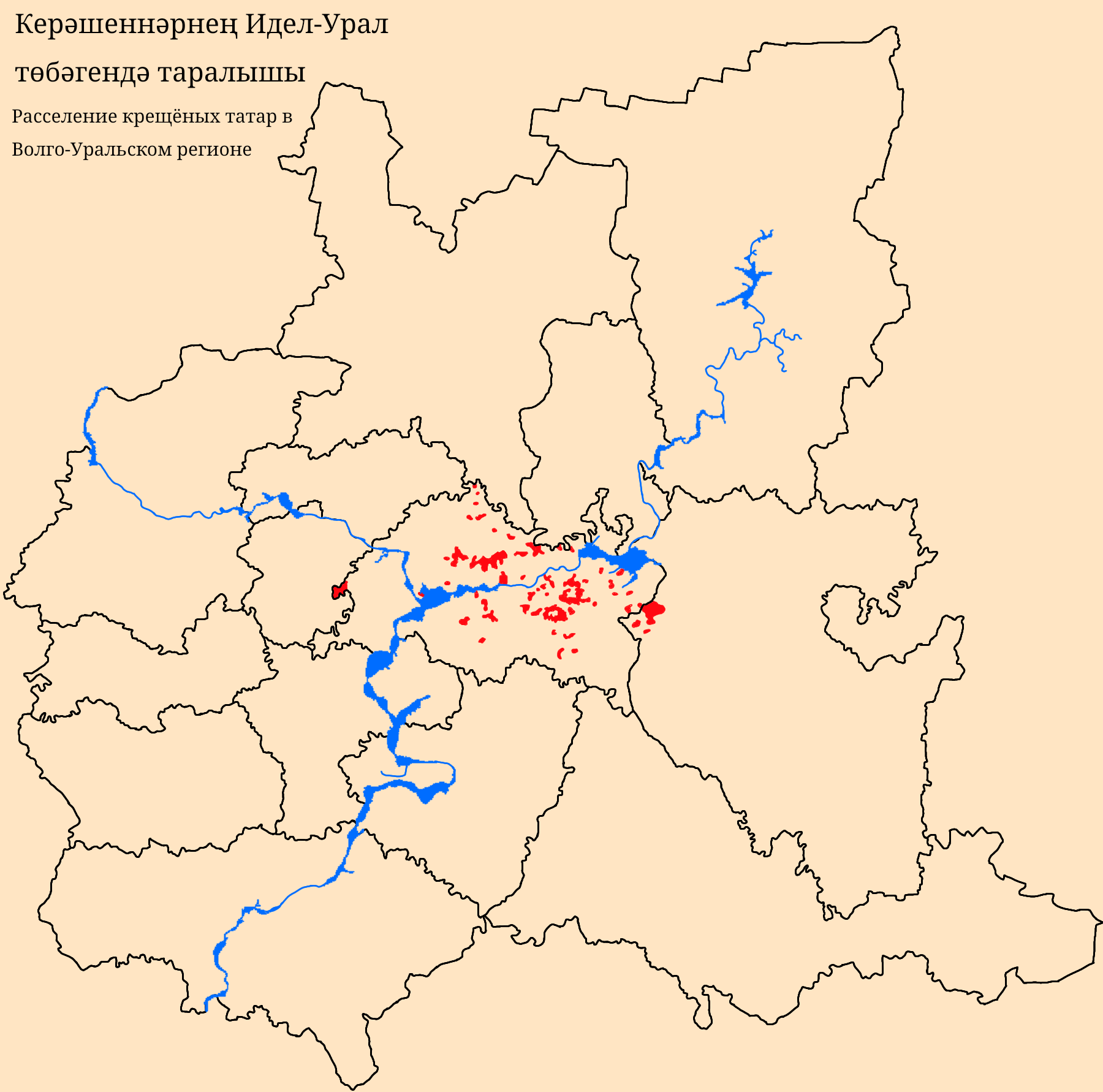
Карта расселения крещёных татар в Поволжье

### Исторический обзор
В конце XIX века наиболее многочисленной подгруппой была предкамская группа кряшен, которая занимала пределы Мамадышского, Лаишевского и Казанского уездов Казанской губернии и южную часть Малмыжского уезда Вятской губернии. Численность этой подгруппы оценивается в 35 тыс. человек. Второй по численности была восточнозакамская подгруппа кряшен, расселенная в Мензелинском уезде Уфимской губернии. Её численность составляла 19 709 чел.
При подготовке Всесоюзной переписи населения 1926 года кряшены в «Перечне народностей» были обозначены как народность, которая «указана неточно». По данным Всесоюзной переписи населения 1926 года, кряшен было 101,4 тысячи человек.

### Современное состояние
По данным Всероссийской переписи населения 2002 года в России насчитывалось 24 668 кряшен. Большинство из них (18 760 чел.) проживали в Республике Татарстан. Значительные группы кряшен проживают также в Республике Башкортостан (4 510 чел.) и Удмуртской Республике (650 чел.).
В Республике Башкортостан кряшены компактно проживают в Бакалинском районе в сёлах Старые Маты и Новые Маты, Новый Илик, Умирово, Новые Балыклы, Бюзюр, Утар, Кураз, Старый Азмей (совместно с башкирами) и др. По результатам переписи 2002 года, всего в Башкортостане проживают 4 510 кряшен; по неофициальным данным — более 10 тысяч.

## Генетические исследования
Разные субэтносы татар Поволжья (казанских татар, мишарей, кряшен) объединяет высокая (более 60 %) доля наиболее частых гаплогрупп Y-хромосом: I1-M253, N1c-LLY22g, R1a-z93, сочетание которых характерно для населения Урало-Поволжья и Севера Восточной Европы. Преобладание этого компонента может указывать на сохранение в генофонде татар Поволжья наследия дотюркского автохтонного (или, во всяком случае, дозолотоордынского) населения региона.
Доля принесенного миграциями «южного» генетического компонента (суммарный вклад гаплогрупп Е1b1b1-M35; G2a-P15; I2а-P37.2; J1-М267; J2-M172) у казанских татар составляет 15 %, у мишарей — 23 %, у кряшен — 29 %. При этом в «южном» компоненте казанских татар преобладает гаплогруппа I2a-P37.2 (распространённая в Восточной Европе и в Средиземноморье), у кряшен — гаплогруппы G2a-P15 и J2-M172 (переднеазиатские по происхождению, но первая доминирует в популяциях Западного Кавказа, а вторая J2-M172 «кавказско-переднеазиатская»). Вклад третьего, наиболее тусклoго у татар «центральноазиатского» генетического компонента, составляет всего лишь 1 % у казанских татар, 3 % у мишарей и 6 % у кряшен (суммарная доля гаплогрупп С3-М217: О2-P31; O3-М122).
Популяция кряшен из Мамадышского и Алексеевского районов Татарстана характеризуется наличием гаплогрупп C3-M217 и G2a-P15, суммарная доля которых составляет около 20 %. При этом всё-таки доля гаплогруппы С3 в данной выборке кряшен меньше, чем гаплогруппы G2a.

## Самоидентификация
Существуют различные взгляды на кряшен; традиционным является мнение, что кряшены являются своеобразной частью татарского народа, её отстаивал Глухов-Ногайбек.
В то же время среди заметной части интеллигенции существует мнение о кряшенах как отдельном народе.
Сторонники того, что кряшены являются отдельным от татар народом, считают также, что с того времени быт татар-мусульман под влиянием и по требованию ислама менялся, по мере проникновения последнего в массы. По их мнению, помимо языка и быта кряшены в этническом отношении сохранили свои первоначальные древние качества.
Вопрос о происхождении и положении кряшен активизировался перед всероссийской переписью населения 2002 года. В октябре 2001 года кряшены приняли декларацию о самоопределении, год спустя одобренную Межрегиональной конференцией кряшен РФ. Вопрос вышел за рамки исторического и культурного и стал политическим.
Всероссийская перепись населения 2010 года выявила увеличение численности кряшен по сравнению с переписью 2002 года. Так, в 2002 году, согласно данным Росстата, в России проживало всего 24 668 кряшен, из которых 18 760 человек — в Татарстане. В 2010 году численность граждан России, назвавших себя кряшенами, выросла до 34 822 человек по России, а 29 962 из них проживали в Татарстане. Таким образом, по России кряшенское население увеличилось на 41,1 %, в Татарстане — на 59,7 %.